# Komórczakowate
Komórczakowate (Dysderidae) rodzina pająków z podrzędu Opisthothela, sekcji Labidognatha (syn. Araneomorpha). W Polsce występuje pięć gatunków (zobacz: komórczakowate Polski).

## Systematyka
Według Joela Hallana:
- Dysderinae C. L. Koch, 1837
  - Cryptoparachtes Dunin, 1992 (Gruzja, Azerbejdżan)
  - Dysdera Latreille, 1804 (cały świat)
  - Dysderella Dunin, 1992 (Azerbejdżan, Turkmenistan)
  - Dysderocrates Deeleman-Reinhold & Deeleman, 1988 (Bałkany)
  - Harpactocrates Simon, 1914 (Europa)
  - Hygrocrates Deeleman-Reinhold, 1988 (Gruzja, Turcja)
  - Parachtes Alicata, 1964 (Południowa Europa)
  - Rhodera Deeleman-Reinhold, 1989 (Kreta)
  - Stalitochara Simon, 1913 (Algieria)
  - Tedia Simon, 1882 (Izrael, Syria)

- Harpacteinae
  - Dasumia Thorell, 1875 (Europa)
  - Folkia Kratochvíl, 1970 (Bałkany)
  - Harpactea Bristowe, 1939 (Iran)
  - Holissus Simon, 1882 (Korsyka)
  - Kaemis Deeleman-Reinhold, 1993 (Włochy)
  - Minotauria Kulczyn'ski, 1903 (Kreta)
  - Sardostalita Gasparo, 1999 (Sardynia)
  - Stalagtia Kratochvíl, 1970 (Bałkany, Grecja)

- Rhodinae
  - Mesostalita Deeleman-Reinhold, 1971 (Bałkany, Włochy)
  - Parastalita Absolon & Kratochvíl, 1932 (Bośnia i Hercegowina)
  - Rhode Simon, 1882 (basen Morza Śródziemnego)
  - Speleoharpactea Ribera, 1982 (Hiszpania)
  - Stalita Schiödte, 1847 (Bałkany)
  - Stalitella Absolon & Kratochvíl, 1932 (Bałkany)

- incertae sedis
  - Thereola Petrunkevitch, 1955 † (wymarłe, oligocen)
    - Thereola petiolata (Koch & Berendt, 1854) †